# ライアン・タネヒル
ライアン・ティモシー・タネヒル三世（Ryan Timothy Tannehill III, 1988年7月27日 - ）は、アメリカ合衆国テキサス州ラボック出身のプロアメリカンフットボール選手。ポジションはクォーターバック。

## 経歴

### 高校まで
テキサス州ラボックで生まれた彼は、同州ビッグスプリングで成長した。2年次にはディフェンシブバックとして10試合に出場した。3年次にクオーターバックとしてパスで2,510ヤード、ランで922ヤードを獲得した。4年次には2試合目で肩を脱臼したが、パスで5,258ヤード、ランで617ヤードを獲得し、チームをプレーオフに導いた。またパンターとしても平均39.2ヤード、最長84ヤードを記録した。陸上競技では300メートルハードルで41秒24、三段跳びで13m19cmを記録した。

### 大学時代
テキサスA&M大学に進学した。なお、ヒューストン大学、テキサスクリスチャン大学、タルサ大学、テキサス大学エルパソ校からもオファーを受けた。
1年目の2007年はレッドシャツで終えた。
2年目の2008年、グリーンベイ・パッカーズでヘッドコーチを務めたこともあるマイク・シャーマンがヘッドコーチに就任、サマーキャンプでスティーブン・マギー、ジェロッド・ジョンソンと先発QBの座を争ったが敗れ、WRにコンバートされた。5試合目に12回のレシーブで大学の新人記録となる210ヤードを獲得した。その後レシーブ回数と獲得ヤードで共に大学の新人記録を更新した。それまでの記録は、ロバート・ファーガソンが2000年に作った844ヤードであった。
2009年もジョンソンと先発QBの座を争ったが、ジョンソンに敗れた。この年チームトップの46回のレシーブで609ヤードを獲得、4タッチダウンをあげた。レシーブ46回のうち約80%はファーストダウン獲得あるいは、タッチダウンであった。この年ビッグ12カンファレンスのオールチームに選ばれた。クォーターバックとしては8スナップだけ出場した。
2010年も最初の6試合はWRとして出場、11回のレシーブで143ヤードを獲得した。カンザス大学戦でQBとしてジョンソンと併用された彼はパス16回中12回成功、155ヤードを獲得、3タッチダウンをあげた。初先発を果たしたテキサス工科大学戦では大学記録となる449ヤードをパスで獲得した。全米ランク11位のオクラホマ大学を撃破、チームは全米ランク25位以内に入った。チームはベイラー大学、全米9位のネブラスカ大学も撃破して25位以内をキープした。その後、テキサス大学も撃破、ビッグ12カンファレンスのオールチームに選ばれた。
2011年、全13試合で先発QBを務めた。パスで3,744ヤードを獲得、29タッチダウン、15インターセプト、パス成功率61,6%、QBレイティング133.2の成績を残すとともに、3タッチダウンランをあげた。感謝祭の日に行われたライバル校、テキサス大学戦で敗れた。
大学時代、QBとしては5,450ヤードを獲得、42タッチダウン、21インターセプトの数字を残している。

#### 大学時代の通算成績
| 年度 | チーム      | 試合 | 試合 | パス      | パス      | パス      | パス        | パス | パス | パス          | ラン      | ラン        | ラン             | ラン |
| 年度 | チーム      | 出場 | 先発 | 成功 回数 | 試投 回数 | 成功 確率 | 獲得 ヤード | TD   | Int  | レイテ ィング | 試行 回数 | 獲得 ヤード | 平均 獲得 ヤード | TD   |
| ---- | ----------- | ---- | ---- | --------- | --------- | --------- | ----------- | ---- | ---- | ------------- | --------- | ----------- | ---------------- | ---- |
| 2008 | テキサスA&M | 1    | 0    | 1         | 1         | 100.0     | 8           | 0    | 0    | 167.2         | 2         | −8          | −4.0             | 0    |
| 2009 | テキサスA&M | 2    | 0    | 4         | 8         | 50.0      | 60          | 0    | 0    | 113.0         | 4         | −5          | −1.3             | 0    |
| 2010 | テキサスA&M | 8    | 7    | 152       | 234       | 65.0      | 1,638       | 13   | 6    | 137.0         | 51        | 76          | 1.5              | 1    |
| 2011 | テキサスA&M | 13   | 13   | 327       | 531       | 61.6      | 3,744       | 29   | 15   | 133.2         | 58        | 306         | 5.3              | 4    |
| 計   | 計          | 24   | 20   | 484       | 774       | 62.5      | 5,450       | 42   | 21   | 134           | 115       | 369         | 3.2              | 5    |

### プロ入り後

#### マイアミ・ドルフィンズ
2012年のNFLドラフト1巡全体8位でマイアミ・ドルフィンズに指名されて入団した。ドルフィンズがQBを1巡で指名するのは1983年のダン・マリーノ以来であった。ドルフィンズではマリーノ以降、16人のQBが先発していたが、ドラフト1巡で入団したのは、マリーノとプロフットボール殿堂入りしているボブ・グリーシーのみであった。
2012年7月28日、4年1268万8000ドルで契約を結んだ。8月20日にヒューストン・テキサンズとの開幕戦で先発QBを務めることが発表された。デビュー戦では219ヤードを獲得、タッチダウンなし、3インターセプトを喫し、チームは10-30で敗れた。3インターセプトのうち、2回はスクリメージラインでJ・J・ワットに弾かれた結果起こった。第2週のオークランド・レイダース戦では200ヤードを獲得、1タッチダウン、インターセプトなしでチームは35-13と勝利した。しかし第3週終了時点でパス成功率は53%を下回り、1タッチダウン、4インターセプトと苦しんだ。2週間後にオーバータイムまでもつれたアリゾナ・カージナルス戦では431ヤードを獲得、マリーノが1983年に作ったドルフィンズの新人記録を更新した。この記録はカロライナ・パンサーズのキャム・ニュートンが2011年に作ったNFL記録にわずか1ヤード満たない数字であった。第16週のバッファロー・ビルズ戦で31ヤードをランプレーで獲得、パット・ホワイトが2009年に作ったQBとしての1プレーでの獲得ヤード記録を更新した。またチーム史上5人目となるシーズンに3000ヤード以上パスで獲得した選手となった。この年彼はパス獲得ヤード、試投、パス成功数でドルフィンズの新人記録を更新した。
2013年、開幕戦のクリーブランド・ブラウンズ戦でパス38回中24回成功、272ヤードを獲得、1タッチダウン、1インターセプト、4サックを浴びたが23-10で勝利した。第2週のインディアナポリス・コルツ戦ではパス34回中23回成功、319ヤード、1タッチダウンをあげたが5回サックされ、ファンブルで1回ボールを失ったが24-20で勝利した。第3週のアトランタ・ファルコンズ戦ではパス35回中24回成功、236ヤードを獲得、2タッチダウン、1インターセプトで5サックを浴び、ファンブルで1回ボールを失ったが27-23で勝利、チームは2002年以来となる開幕3連勝を飾った。第4週のニューオーリンズ・セインツ戦ではターンオーバーでボールを4回失い、チームは17-38で敗れた。第5週のボルチモア・レイブンズ戦でもパスで307ヤードを獲得、1タッチダウンをあげたが、6回サックされて23-26で敗れた。2週間後のバッファロー・ビルズ戦ではパス37回中19回成功、3タッチダウン、2インターセプト、1ファンブルロスト、2サックを浴び、21-23で敗れた。ニューイングランド・ペイトリオッツ戦でも2インターセプトやファンブルでボールを失い、6サックされるなど、17-27で敗れた。翌週のシンシナティ・ベンガルズ戦でも6サックを浴びたがオーバータイムの末、22-20で勝利した。第14週のピッツバーグ・スティーラーズ戦では、パス33回中20回成功、3タッチダウン、1インターセプト、34-28で勝利した。第15週のペイトリオッツ戦ではパス37回中25回成功、312ヤードを獲得、3タッチダウン、インターセプトなしで24-20と勝利した。しかし第16週のビルズ戦ではパス27回中10回成功、82ヤード、7サックを浴びて0-19と完封負けを喫した。最終週のニューヨーク・ジェッツ戦以外では全てサックされるなど、オフェンスラインに悩まされた。
2012年、2013年とドルフィンズは、タネヒルの大学時代のヘッドコーチ、マイク・シャーマンが攻撃コーディネーターを務めた。2014年にビル・レイザーが攻撃コーディネーターに就任、タネヒルは新しいプレーブックを学ぶこととなった。チームは開幕戦でペイトリオッツに勝利した後、6勝7敗、ミネソタ・バイキングス戦で彼はシーズンベストの396ヤードを獲得、4タッチダウン、1インターセプトで37-35と勝利した。チームは最終週にペイトリオッツに敗れて8勝8敗となりプレーオフを逃した。
2015年5月18日、6年9600万ドルで契約延長を果たした。
2016年シーズン、チームは開幕戦からの5試合で1勝4敗であったが、途中6連勝を記録し、10勝6敗でシーズンを終えた。第16週のバッファロー・ビルズ戦に勝利し、チームは2008年以来のプレーオフ進出を決めた。タネヒル自身は怪我により3試合欠場し、13試合に出場し、パス成功率キャリアハイ67.1% 2,995ヤード、19TD、12INTという成績であった。
2017年は左膝前十字靭帯の手術によりシーズン全休となった。チームは引退を表明していたジェイ・カトラーと1年契約を結んだ。
2018年、シーズン開幕戦のテネシー・タイタンズ戦で悪天候により2度の試合中断を挟みながら、 パス230ヤード、2タッチダウンを挙げ27–20での勝利に貢献した。 第3週のオークランド・レイダース戦では、パサーレイティング155.3 、パス289ヤード、3つのタッチダウンを挙げ28–20の勝利に貢献した。 第6週のシカゴ・ベアーズ戦を 肩の怪我により欠場し、第12週に復帰するまでブロック・オズワイラーに先発を譲った。 第14週のニューイングランド・ペイトリオッツ戦、試合時間残り7秒で5点を追いかけるドルフィンズは自陣31ヤードからタネヒルの投じたパスをケニー・スティールスがレシーブ、デバンテ・パーカー・ケンヤン・ドレイクへとボールを渡していき、ドレイクがそのままエンドゾーンへ走り逆転タッチダウンとなり劇的勝利をあげた。この勝利はMiracle in Miamiと呼ばれている。
この年はパス1,979ヤード、17TD、9INTという成績だった。

#### テネシー・タイタンズ

##### 2019年

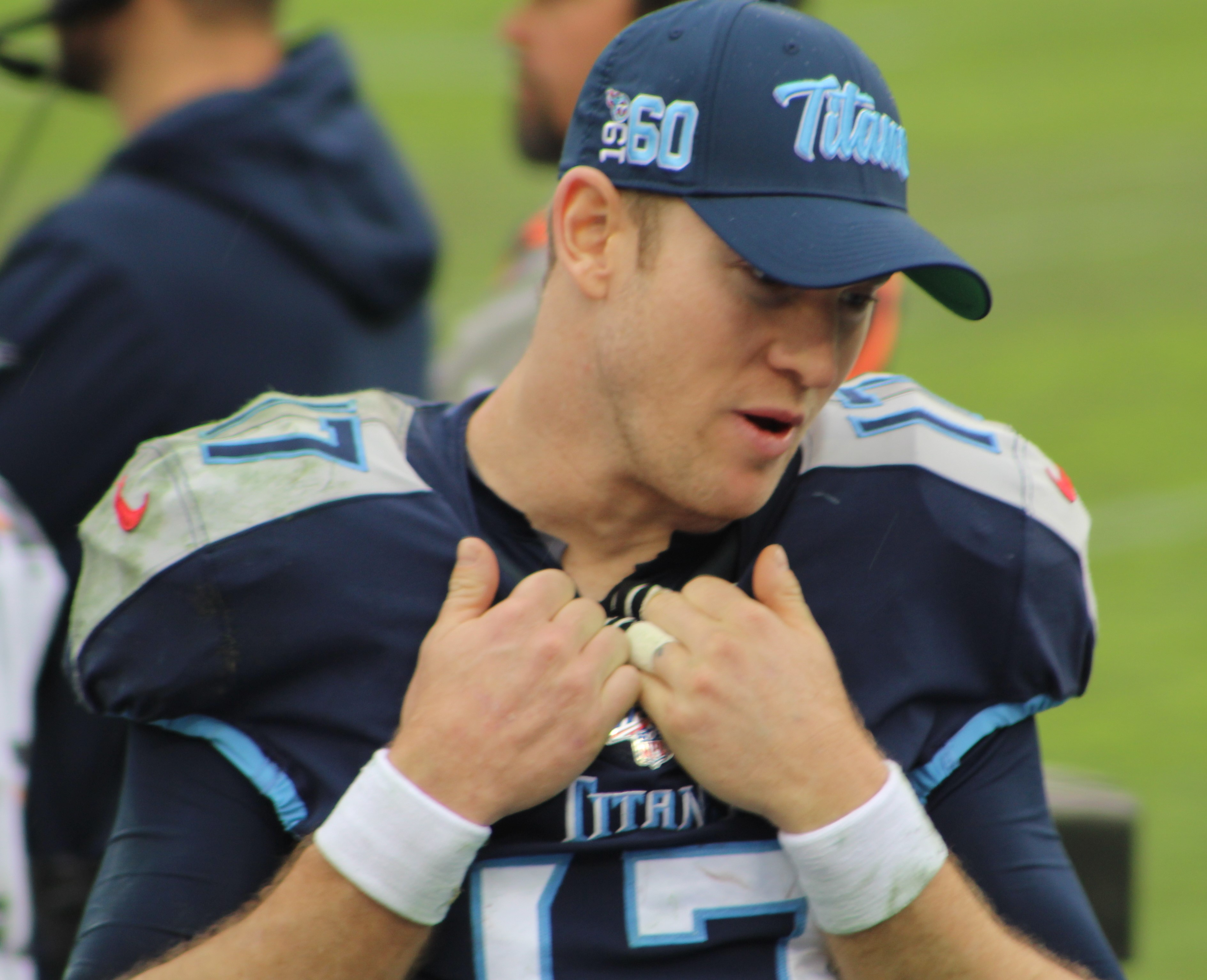
2019年シーズンのタネヒル

2019年3月15日、マイアミ・ドルフィンズはタネヒルと2019年ドラフト6巡目の指名権を、テネシー・タイタンズの2020年ドラフト4巡目と2019年7巡目指名権とトレードした。タネヒルはタイタンズと最大1200万ドルのインセンティブがついた、700万ドルの1年契約を結んだ。
第6週のデンバー・ブロンコス戦の後半、マーカス・マリオタに代わってQBを務めた。パス試投16、パス成功13、パス獲得ヤード144、インターセプト1を記録したが、チームは0-16で敗北した。第7週のロサンゼルス・チャージャーズ戦では先発QBにラインナップされた。この試合でパス獲得ヤード312、タッチダウンパス2、インターセプト1を記録し、23-20の勝利に貢献した。ジャクソンビル・ジャガーズとの第12週の試合では、パス試投18、パス成功14、パス獲得ヤード259、タッチダウンパス2に加えて、ラン獲得ヤード40、タッチダウンラン2を記録し、42-20で勝利した。第14週のオークランド・レイダース戦では、パス獲得ヤード391、タッチダウンパス3、インターセプト1を記録し、AFC週間最優秀攻撃選手を受賞した。第16週のニューオーリンズ・セインツ戦では、パス獲得ヤード272、タッチダウンパス3を記録したが、28-38で敗北した。レギュラーシーズンの最終戦となったヒューストン・テキサンズ戦ではパス獲得ヤード198、タッチダウンパス2を記録し、35−14で勝利した。この勝利でタイタンズはワイルドカードでプレーオフに進出することとなった。タネヒルは2019年シーズンの12試合で、パス獲得ヤード2,742、タッチダウンパス22、インターセプト6、ラン43回、ラン獲得ヤード185、タッチダウンラン4の成績を残した。また、QBレイティング117.9、パス試投1あたり9.6ヤード獲得のNFLおよびチーム記録を樹立した。
前年第53回スーパーボウルの優勝チームであるニューイングランド・ペイトリオッツとの対決となったワイルドカードプレーオフでは、パス試投15、パス成功8、パス獲得ヤード72、タッチダウンパス1、インターセプト1、ラン獲得ヤード11を記録し、20-17の番狂わせを演出した。ポストシーズンではジョー・フラッコが2010年にパス試投10、パス成功4、パス獲得ヤード34の記録に次ぐパス試投と獲得ヤードの少なさだった。ディビジョナルラウンドではシード1位のボルチモア・レイブンズと対戦。この試合もパス獲得ヤードは100ヤードに満たなかったが、ランによる地上戦を仕掛け28-12で勝利した。AFCチャンピオンシップゲームではカンザスシティ・チーフスと対戦。この試合でタネヒルはパス209ヤード獲得し、2つのタッチダウンをあげるも24-35で敗れた。このシーズンはキャリア初となるプロボウルに選出され、カムバック賞を受賞した。

## 詳細情報

### 年度別成績

#### レギュラーシーズン
| 年度     | チーム   | 背 番 号 | 試合               | 試合               | パス               | パス               | パス               | パス               | パス               | パス               | パス               | パス               | ラン               | ラン               | ラン               | ラン               |                    |                    |
| 年度     | チーム   | 背 番 号 | 出場               | 先発               | 成功 回数          | 試投 回数          | 成功 確率          | 獲得 ヤード        | 平均 獲得 ヤード   | TD                 | Int                | レイテ ィング      | 試行 回数          | 獲得 ヤード        | 平均 獲得 ヤード   | TD                 |                    |                    |
| -------- | -------- | -------- | ------------------ | ------------------ | ------------------ | ------------------ | ------------------ | ------------------ | ------------------ | ------------------ | ------------------ | ------------------ | ------------------ | ------------------ | ------------------ | ------------------ | ------------------ | ------------------ |
| 2012     | MIA      | 17       | 16                 | 16                 | 282                | 484                | 58.3               | 3,294              | 6.8                | 12                 | 13                 | 76.1               | 49                 | 211                | 4.3                | 2                  |                    |                    |
| 2013     | MIA      | 17       | 16                 | 16                 | 355                | 588                | 60.4               | 3,913              | 6.7                | 24                 | 17                 | 81.7               | 40                 | 238                | 6.0                | 1                  |                    |                    |
| 2014     | MIA      | 17       | 16                 | 16                 | 392                | 590                | 66.4               | 4,045              | 6.9                | 27                 | 12                 | 92.8               | 56                 | 311                | 5.6                | 1                  |                    |                    |
| 2015     | MIA      | 17       | 16                 | 16                 | 363                | 586                | 61.9               | 4,208              | 7.2                | 24                 | 12                 | 88.7               | 32                 | 141                | 4.4                | 1                  |                    |                    |
| 2016     | MIA      | 17       | 13                 | 13                 | 261                | 389                | 67.1               | 2,995              | 7.7                | 19                 | 12                 | 93.5               | 39                 | 164                | 4.2                | 1                  |                    |                    |
| 2017     | MIA      | 17       | 怪我のため出場なし | 怪我のため出場なし | 怪我のため出場なし | 怪我のため出場なし | 怪我のため出場なし | 怪我のため出場なし | 怪我のため出場なし | 怪我のため出場なし | 怪我のため出場なし | 怪我のため出場なし | 怪我のため出場なし | 怪我のため出場なし | 怪我のため出場なし | 怪我のため出場なし | 怪我のため出場なし | 怪我のため出場なし |
| 2018     | MIA      | 17       | 11                 | 11                 | 176                | 274                | 64.2               | 1,979              | 7.2                | 17                 | 9                  | 92.7               | 32                 | 145                | 4.5                | 0                  |                    |                    |
| 2019     | TEN      | 17       | 12                 | 10                 | 201                | 286                | 70.3               | 2,742              | 9.6                | 22                 | 6                  | 117.5              | 43                 | 185                | 4.3                | 4                  |                    |                    |
| 2020     | TEN      | 17       | 16                 | 16                 | 315                | 481                | 65.5               | 3,819              | 7.9                | 33                 | 7                  | 106.5              | 43                 | 266                | 6.2                | 7                  |                    |                    |
| NFL：9年 | NFL：9年 | NFL：9年 | 116                | 114                | 2,345              | 3,678              | 63.8               | 26,995             | 7.3                | 178                | 88                 | 92.0               | 334                | 1,661              | 5.0                | 17                 |                    |                    |

- 2020年度シーズン終了時
- 太字は自身最高記録
- ■はリーグ最高記録

#### ポストシーズン
| 2016 | MIA | 怪我のため出場なし | 怪我のため出場なし | 怪我のため出場なし | 怪我のため出場なし | 怪我のため出場なし | 怪我のため出場なし | 怪我のため出場なし | 怪我のため出場なし | 怪我のため出場なし | 怪我のため出場なし | 怪我のため出場なし | 怪我のため出場なし | 怪我のため出場なし | 怪我のため出場なし | 怪我のため出場なし | 怪我のため出場なし |
| 2019 | TEN | 3                  | 3                  | 36                 | 60                 | 60.0               | 369                | 6.2                | 5                  | 1                  | 98.5               | 13                 | 35                 | 2.7                | 1                  |                    |                    |
| 2020 | TEN | 1                  | 1                  | 18                 | 26                 | 69.2               | 165                | 6.3                | 1                  | 1                  | 83.0               | 2                  | 6                  | 3.0                | 1                  |                    |                    |
| 計   | 計  | 4                  | 4                  | 54                 | 86                 | 62.8               | 534                | 6.2                | 6                  | 2                  | 93.9               | 15                 | 41                 | 2.7                | 1                  |                    |                    |

- 2020年度シーズン終了時

## 達成記録

### NFL記録
- パス連続成功：25回（2018年 フィリップ・リバースとニック・フォールズのとタイ記録）

### マイアミ・ドルフィンズ記録
- 1シーズンあたりのパス成功数：392（2014年）
- 新人選手によるパス成功数：282
- キャリアパス成功率：62.2%
- シーズンパス成功率（パス試投500回以上）:66.4%
- 新人選手によるパス獲得ヤード：3,294ヤード
- 新人選手によるパス試投回数：484
- QBによる最長ラン：48ヤード
- 新人QBによる最長：31ヤード

### テネシー・タイタンズ記録
- シーズンQBレイティング：117.5（2019年）
- シーズンパス1投あたりの平均獲得ヤード：9.59（2019年）